# Размазин, Дмитрий Леонидович
Дмитрий Леонидович Размазин (14 октября 1976) — российский футболист, играл на позиции защитника.

## Карьера
Воспитанник школы «Геолог» из Тюмени. Начинал играть в 1993 году в тюменском любительском клубе «Строитель». В 1995 году перешёл в «Динамо-Газовик», однако в первом сезоне выступал за фарм-клуб в третьей лиге. В 1997 году играл за любительский клуб «Юниор» из Тюмени. 9 ноября 1997 года в домашнем матче заключительного тура высшего дивизиона против «Шинника» дебютировал за основную команду, выйдя на 58-й минуте на замену Михаилу Потыльчаку. Завершил профессиональную карьеру в 1999 году в «Тюмени».